# Käthe Overath
Käthe Overath (* 16. September 1926 in Lohmar-Donrath als Katharina Maria Meier; † 23. November 1995 ebenda) war eine Gerechte unter den Völkern.

## Leben
Käthe Overath war die Tochter von Albert Meier (* 1894) und dessen Ehefrau Maria, geb. Henseler (* 1895). Sie wuchs in einem streng christlich geprägten Elternhaus auf und besuchte in Siegburg zunächst die Volks- und im Anschluss daran die Handelsschule. Die Eltern waren tiefgläubige Katholiken, die nach der Machtergreifung mehrfach mit den Nationalsozialisten in Konflikt gerieten. Insbesondere Albert Meier war frühzeitig zu einem entschiedenen Gegner des Nationalsozialismus geworden. 1939 wurde er wegen angeblicher „Zersetzung der Volksmoral“ in polizeilichen Gewahrsam genommen.
Während sich andere Familien nach 1933 von den jüdischen Mitbürgern distanziert hatten, brachen die Meiers den Kontakt zu der seit Jahren befreundeten Familie Bernauer aus Troisdorf nicht ab und unterstützten diese zunächst mit Kleidern und Lebensmitteln.
Erwin Bernauer (1886–1961), Inhaber eines Fotoateliers, war im Gegensatz zu seiner jüdischen Frau Nanny geb. Stern (1880–1960) katholischen Glaubens. Da ihre Ehe aufgrund seiner erwiesenen arischen Abstammung als privilegierte „Mischehe“ galt, blieben sie und ihre gemeinsame Tochter Karola Helene (1919–2002) zunächst vergleichsweise unbehelligt, während die meisten anderen jüdischen Einwohner Troisdorfs seit 1941 deportiert worden waren. Im September 1944 erhielt auch Nanny Bernauer den Bescheid, dass sie sich zusammen mit ihrer Tochter in das „Judenlager“ Köln-Müngersdorf zu begeben hätte: Am 11. September wurde sie mit einem LKW abgeholt. Erwin Bernauer wollte sich, obwohl selbst kein Jude, nicht von seiner Ehefrau trennen und blieb an ihrer Seite. Zusammen mit weiteren Juden aus Troisdorf und der Umgebung wurden sie in das Fort V gebracht, ein ehemaliges Festungsgefängnis, das seit 1941 als Sammelstelle für die Deportationen in den europäischen Osten diente.
Als Karola Bernauer außerhalb des Lagers Medikamente für einige Kranke Insassen besorgen sollte, nutzte sie die Gelegenheit zur Flucht und wandte sich an Käthe Overath (damals noch unverheiratet: Meier) und ihre Mutter. Albert Meier war bereits im Sommer 1944 zum Wehrdienst eingezogen worden. Mutter und Tochter versteckten das jüdische Mädchen im eigenen Haus und mussten nun ständig befürchten, entdeckt und verraten zu werden. Außerdem schleusten sie gemeinsam Lebensmittel in das Müngersdorfer Lager, damit Erwin und Nanny Bernauer die Tage vor dem geplanten Abtransport nach Theresienstadt überleben konnten.
Kurz vor der drohenden Deportation des Ehepaars entschied sich die junge Käthe Overath (Meier) im Herbst 1944 zu einer tollkühnen Rettungsaktion. Um ungehindert in das Lager gelangen und die Lebensmittel überbringen zu können, begann sie mit den SS-Wachen ein Gespräch, in dessen Verlauf sie erklärte, sie wolle ihre Eltern abholen, die in der Küche arbeiteten. Nachdem Käthe einige Zeit gewartet hatte, fragte sie schließlich die Wachen, ob sie ins Lager hinein dürfe, um nachzusehen, wo ihre angeblichen Eltern so lange blieben. Unter der Bedingung, dass sich Käthe Overath (Meier) für den nächsten Tag mit ihnen verabrede, stimmten die Wachen zu. Im Lager gelang es Overath bald, die Bernauers ausfindig zu machen. Einer spontanen Eingebung folgend, versteckte Käthe Overath (Meier) den Judenstern Nanny Bernauers, der seit dem 1. September 1941 für Juden Pflicht war, unter Schal und Mantel und nahm das Ehepaar an ihre Seite. Zusammen gingen die drei anschließend zum Ausgang und schimpften demonstrativ auf die Juden, sodass die Wachen keinerlei Verdacht schöpften und Overath (Meier) lediglich an ihre Verabredung erinnerten.
Käthe Overath (Meier) und ihre Mutter versteckten die beiden Flüchtlinge und ihre Tochter zunächst im Keller ihres Donrather Hauses, allerdings gestaltete sich die Versorgung als äußerst schwierig, da für die Bernauers keine Lebensmittelmarken zur Verfügung standen. Daher weihte Albert Meier das befreundete Bauernehepaar Ludwig und Elisabeth Weeg aus Wahlscheid ein, von denen die Meiers mit Milch, Fleisch und Brot versorgt wurden.
Die Lage wurde zunehmend kritisch, als Overaths (Meiers) Vater im November 1944 auf Fronturlaub nach Hause kam. Da er als politisch „unzuverlässig“ galt, stand er unter ständiger Beobachtung. Er quartierte sich bei seinem Bruder ein, um die jüdische Familie in seinem Haus nicht zusätzlich in Gefahr zu bringen. Trotzdem kam es zum Ende des Jahres 1944 häufiger zu Denunziationen. Daher brachte Käthe Overath (Meier) die Familie Bernauer in einer Nacht-und-Nebel-Aktion, auf einem Pferdewagen und unter Planen versteckt, zu Ludwig und Elisabeth Weeg nach Wahlscheid, wo schließlich auch ihre zweite Tochter Erna Nussbaum mit ihrem Ehemann Unterschlupf fand und sie bis Kriegsende im Mai 1945 blieben. Später kehrten die Bernauers nach Troisdorf zurück.
Käthe Overath (Meier) verbrachte ihr weiteres Leben in Lohmar-Donrath. Nach 1945 heiratete sie den früheren Soldaten Heinrich Overath (1916–1990).

## Ehrungen
- Bundesverdienstkreuz am Bande (18. Mai 1978)[1]
- Gerechte unter den Völkern (1990), auch ihren Eltern und dem Ehepaar Weeg